# ALCO Century 636
ALCO Century 636 – amerykańska ciężka lokomotywa spalinowa serii Century, budowana w latach 1967–1968 przez fabrykę ALCO. Wyprodukowano 63 egzemplarze. Stanowiła rozwinięcie wcześniejszego modelu ALCO Century 630, w którym rozbudowano chłodzenie silnika.
Lokomotywy te wykorzystywano w USA, Kanadzie, Meksyku i Australii. Nie były one jednak udaną konstrukcją, co w połączeniu z wysoką ceną, zadecydowało o wczesnym zakończeniu ich produkcji.